# Stipanac
Stipanac je otok v Prokljanskem jezeru na Hrvaškem.
Na otoku so ostanki starodavne cerkve sv. Stipana. Cerkev je bila zaradi lepo obdelanega kamna skoraj porušena. Del preostalega dela je bil skoraj uničen med hrvaško osamosvojitveno vojno, ko je gasilsko letalo Canadair spustilo tono vode, ki jo je nosilo. 